# Yvonne Vermaak
Yvonne Vermaak (née le 18 décembre 1956 à Port Elizabeth) est une joueuse de tennis sud-africaine, professionnelle dans les années 1970 et 1980.
Demi-finaliste à Wimbledon en 1983, elle compte dix titres à son palmarès (dont cinq en double dames).

## Palmarès

### Titres en simple dames
| No | Date       | Nom et lieu du tournoi                  | Catégorie | Dotation | Surface      | Finaliste           | Score         |          |
| -- | ---------- | --------------------------------------- | --------- | -------- | ------------ | ------------------- | ------------- | -------- |
| 1  | 29-05-1977 | Kentish Times Championships, Beckenham  |           | NC       | Gazon (ext.) | Michelle Tyler      | 6-4, 5-7, 6-1 | Parcours |
| 2  | 02-03-1981 | Avon Futures of Las Vegas, Las Vegas    | Futures   | 30 000 $ | Dur (int.)   | Iva Budařová        | 6-2, 6-3      | Parcours |
| 3  | 28-02-1983 | Congoleum Classic, Palm Springs         |           | 50 000 $ | Dur (ext.)   | Carling Bassett     | 6-3, 7-5      | Parcours |
| 4  | 12-09-1983 | Ginny of Salt Lake City, Salt Lake City |           | 50 000 $ | Dur (ext.)   | Felicia Raschiatore | 6-2, 0-6, 7-5 | Parcours |
| 5  | 10-09-1984 | Ginny of Utah, Salt Lake City           |           | NC       | Dur (ext.)   | Terry Holladay      | 6-1, 6-2      | Parcours |

### Finales en simple dames
| No | Date       | Nom et lieu du tournoi                     | Catégorie | Dotation | Surface    | Vainqueure     | Score    |          |
| -- | ---------- | ------------------------------------------ | --------- | -------- | ---------- | -------------- | -------- | -------- |
| 1  | 11-09-1978 | Women in Tennis International, San Antonio |           | 35 000 $ | NC         | Stacy Margolin | 7-5, 6-1 | Parcours |
| 2  | 04-01-1982 | Avon Futures of Fort Myers, Fort Myers     | Futures   | 40 000 $ | Dur (int.) | Duk-Hee Lee    | 6-0, 6-3 | Parcours |

### Titres en double dames
| No | Date       | Nom et lieu du tournoi                 | Catégorie   | Dotation  | Surface         | Partenaire       | Finalistes                     | Score         |          |
| -- | ---------- | -------------------------------------- | ----------- | --------- | --------------- | ---------------- | ------------------------------ | ------------- | -------- |
| 1  | 12-02-1979 | Avon Futures of Columbus Columbus (OH) | Futures     | 25 000 $  | Dur (int.)      | Bunny Bruning    | Marjorie Blackwood Kym Ruddell | 7-6, 6-4      | Parcours |
| 2  | 03-05-1982 | Italian Open Pérouse                   | Series 3    | 100 000 $ | Terre (ext.)    | Kathleen Horvath | Billie Jean King Ilana Kloss   | 2-6, 6-4, 7-6 | Parcours |
| 3  | 12-09-1983 | Ginny of Salt Lake City Salt Lake City |             | 50 000 $  | Dur (ext.)      | Cláudia Monteiro | Amanda Brown Brenda Remilton   | 6-1, 3-6, 6-4 | Parcours |
| 4  | 30-01-1984 | Ginny of Indianapolis Indianapolis     | VS Tour C1+ | 50 000 $  | Moquette (int.) | Cláudia Monteiro | Beverly Mould Elizabeth Sayers | 6-7, 6-4, 7-5 | Parcours |
| 5  | 02-04-1984 | USTA of Miami Miami                    | VS Tour C1  | 50 000 $  | Terre (ext.)    | Pat Medrado      | Betsy Nagelsen Janet Newberry  | 6-3, 6-3      | Parcours |

### Finales en double dames
| No | Date       | Nom et lieu du tournoi                | Catégorie | Dotation | Surface      | Vainqueures                     | Partenaire        | Score         |          |
| -- | ---------- | ------------------------------------- | --------- | -------- | ------------ | ------------------------------- | ----------------- | ------------- | -------- |
| 1  | 22-11-1976 | South African Open Johannesburg       |           | 35 000 $ | Dur (ext.)   | Laura duPont Valerie Ziegenfuss | Elizabeth Vlotman | 6-1, 6-4      | Parcours |
| 2  | 12-06-1978 | Keith Prowse International Chichester |           | 35 000 $ | Gazon (ext.) | Janet Newberry Pam Shriver      | Michelle Tyler    | 3-6, 6-3, 6-4 | Parcours |
| 3  | 23-02-1981 | Avon Futures of Greenville Greenville | Futures   | 30 000 $ | Dur (int.)   | Diane Desfor Jane Stratton      | Elizabeth Little  | 6-3, 6-2      | Parcours |
| 4  | 13-07-1981 | Austrian Open Kitzbühel               |           | 50 000 $ | Terre (ext.) | Claudia Kohde-Kilsch Eva Pfaff  | Elizabeth Little  | 6-4, 6-3      | Parcours |
| 5  | 23-11-1981 | South African Open Johannesburg       |           | NC       | Dur (ext.)   | Beverly Mould Rene Uys          | Ilana Kloss       | 6-4, 1-6, 6-3 | Parcours |
| 6  | 01-11-1982 | Seiko Classic Hong Kong               | Series 2  | 50 000 $ | Terre (ext.) | Laura duPont Alycia Moulton     | Jennifer Mundel   | 6-2, 4-6, 7-5 | Parcours |

## Parcours en Grand Chelem

### En simple dames
| Année | Open d'Australie (janvier) | Open d'Australie (janvier) | Internationaux de France | Internationaux de France | Wimbledon       | Wimbledon        | US Open         | US Open          | Open d'Australie (décembre) | Open d'Australie (décembre) |
| ----- | -------------------------- | -------------------------- | ------------------------ | ------------------------ | --------------- | ---------------- | --------------- | ---------------- | --------------------------- | --------------------------- |
| 1975  | -                          | -                          | -                        | -                        | 1er tour (1/64) | F. Bonicelli     | -               | -                | n/a                         | n/a                         |
| 1976  | -                          | -                          | 1er tour (1/32)          | Gail Sherriff            | 1er tour (1/64) | Dianne Fromholtz | -               | -                | n/a                         | n/a                         |
| 1977  | -                          | -                          | 3e tour (1/8)            | Regina Maršíková         | 3e tour (1/16)  | Virginia Wade    | 1er tour (1/64) | Mona Guerrant    | -                           | -                           |
| 1978  | n/a                        | n/a                        | -                        | -                        | 3e tour (1/16)  | Virginia Wade    | 2e tour (1/32)  | Lesley Hunt      | -                           | -                           |
| 1979  | n/a                        | n/a                        | 1er tour (1/32)          | Anne Hobbs               | 1er tour (1/64) | Billie Jean King | 2e tour (1/32)  | Renée Richards   | -                           | -                           |
| 1980  | n/a                        | n/a                        | 1er tour (1/32)          | Kathy Jordan             | 1er tour (1/64) | Tanya Harford    | -               | -                | -                           | -                           |
| 1981  | n/a                        | n/a                        | 3e tour (1/16)           | Andrea Jaeger            | 2e tour (1/32)  | Chris Evert      | 2e tour (1/32)  | Julie Harrington | -                           | -                           |
| 1982  | n/a                        | n/a                        | 4e tour (1/8)            | Tracy Austin             | 3e tour (1/16)  | C. Kohde-Kilsch  | 2e tour (1/32)  | Andrea Jaeger    | 1er tour (1/32)             | Petra Delhees               |
| 1983  | n/a                        | n/a                        | 1er tour (1/64)          | Ivanna Madruga           | 1/2 finale      | M. Navrátilová   | 2e tour (1/32)  | Anne White       | 1er tour (1/32)             | Zina Garrison               |
| 1984  | n/a                        | n/a                        | 2e tour (1/32)           | Manuela Maleeva          | 3e tour (1/16)  | Manuela Maleeva  | 3e tour (1/16)  | Lisa Bonder      | 1er tour (1/32)             | M. Navrátilová              |
| 1985  | n/a                        | n/a                        | -                        | -                        | 2e tour (1/32)  | Jenny Byrne      | 1er tour (1/64) | Elise Burgin     | -                           | -                           |
| 1986  | n/a                        | n/a                        | 1er tour (1/64)          | Jenny Byrne              | 1er tour (1/64) | Dianne Balestrat | 1er tour (1/64) | Raffaella Reggi  | n/a                         | n/a                         |

À droite du résultat, l’ultime adversaire.

### En double dames
| Année | Open d'Australie (janvier) | Open d'Australie (janvier) | Internationaux de France    | Internationaux de France  | Wimbledon                     | Wimbledon                   | US Open                      | US Open                     | Open d'Australie (décembre) | Open d'Australie (décembre) |
| ----- | -------------------------- | -------------------------- | --------------------------- | ------------------------- | ----------------------------- | --------------------------- | ---------------------------- | --------------------------- | --------------------------- | --------------------------- |
| 1976  | -                          | -                          | -                           | -                         | 2e tour (1/16) Judy Connor    | Mona Guerrant Ann Kiyomura  | -                            | -                           | n/a                         | n/a                         |
| 1977  | -                          | -                          | 1er tour (1/16) K. Harter   | C. Sieler R. Giscafré     | 1er tour (1/32) L. Beaven     | F. Bonicelli R. Giscafré    | 2e tour (1/16) Tanya Harford | Julie Anthony B. J. King    | -                           | -                           |
| 1978  | n/a                        | n/a                        | -                           | -                         | 1er tour (1/32) M. Tyler      | Mima Jaušovec V. Ruzici     | 2e tour (1/16) M. Tyler      | F. Dürr Virginia Wade       | -                           | -                           |
| 1979  | n/a                        | n/a                        | 2e tour (1/8) Anne Hobbs    | Betty Stöve W. Turnbull   | 1er tour (1/32) M. Tyler      | Sue Barker Ann Kiyomura     | 3e tour (1/8) B. Cuypers     | Tracy Austin Kathy May      | -                           | -                           |
| 1980  | n/a                        | n/a                        | 2e tour (1/8) Jeanne Duvall | Chris Evert W. Turnbull   | 2e tour (1/16) Jeanne Duvall  | D. Freeman Sue Saliba       | -                            | -                           | -                           | -                           |
| 1981  | n/a                        | n/a                        | -                           | -                         | 1er tour (1/32) Glynis Coles  | Sylvia Hanika Andrea Jaeger | 1/4 de finale E. Little      | H. Mandlíková P. Teeguarden | -                           | -                           |
| 1982  | n/a                        | n/a                        | 1/2 finale K. Horvath       | Navrátilová Anne Smith    | 3e tour (1/8) Nancy Yeargin   | J. Russell V. Ruzici        | 2e tour (1/16) Nancy Yeargin | J. Russell V. Ruzici        | 2e tour (1/8) Nancy Yeargin | B. Potter Sharon Walsh      |
| 1983  | n/a                        | n/a                        | 3e tour (1/8) K. Horvath    | Kohde-Kilsch Eva Pfaff    | 1er tour (1/32) Nancy Yeargin | Ilana Kloss P. Teeguarden   | 1er tour (1/32) K. Horvath   | A. Temesvári Virginia Wade  | 2e tour (1/8) C. Monteiro   | Kathy Jordan B. Potter      |
| 1984  | n/a                        | n/a                        | 1er tour (1/32) C. Monteiro | Sabrina Goleš Petra Huber | 2e tour (1/16) C. Monteiro    | Jo Durie Ann Kiyomura       | 1er tour (1/32) C. Monteiro  | Chris Evert B. J. King      | 2e tour (1/8) J. Mundel     | Navrátilová Pam Shriver     |
| 1985  | n/a                        | n/a                        | -                           | -                         | 3e tour (1/8) C. Monteiro     | Kathy Jordan E. Smylie      | 1er tour (1/32) Ilana Kloss  | Jo Durie Steffi Graf        | -                           | -                           |
| 1986  | n/a                        | n/a                        | 2e tour (1/16) Amy Holton   | H. Mandlíková W. Turnbull | 3e tour (1/8) Sandy Collins   | E. Smylie C. Tanvier        | 1er tour (1/32) Amy Holton   | B. Gerken S. Mascarin       | n/a                         | n/a                         |

Sous le résultat, la partenaire ; à droite, l’ultime équipe adverse.

### En double mixte
| Année | Open d'Australie (janvier), | Open d'Australie (janvier), | Internationaux de France     | Internationaux de France | Wimbledon                     | Wimbledon                 | US Open                       | US Open                   | Open d'Australie (décembre), | Open d'Australie (décembre), |
| ----- | --------------------------- | --------------------------- | ---------------------------- | ------------------------ | ----------------------------- | ------------------------- | ----------------------------- | ------------------------- | ---------------------------- | ---------------------------- |
| 1977  | n/a                         | n/a                         | 2e tour (1/8) Belus Prajoux  | D. Beillan Omar Laimina  | -                             | -                         | 1er tour (1/16) W. Prinsloo   | Kristien Shaw Butch Walts | n/a                          | n/a                          |
| 1980  | n/a                         | n/a                         | -                            | -                        | 1er tour (1/32) van der Merwe | J. Russell D. Ralston     | -                             | -                         | n/a                          | n/a                          |
| 1981  | n/a                         | n/a                         | -                            | -                        | 1er tour (1/32) van der Merwe | J. Goodling John Yuill    | -                             | -                         | n/a                          | n/a                          |
| 1982  | n/a                         | n/a                         | -                            | -                        | 3e tour (1/8) van der Merwe   | A. Temesvári Charles Buzz | 1er tour (1/16) van der Merwe | A. Moulton Scott Davis    | n/a                          | n/a                          |
| 1983  | n/a                         | n/a                         | -                            | -                        | -                             | -                         | 1er tour (1/16) Danie Visser  | Anne Hobbs A. Amritraj    | n/a                          | n/a                          |
| 1984  | n/a                         | n/a                         | 1er tour (1/32) Brian Levine | Amanda Tobin E. Oncins   | 1er tour (1/32) Brian Levine  | C. Bassett Greg Holmes    | 3e tour (1/8) Brian Levine    | Kathy Jordan Steve Denton | n/a                          | n/a                          |
| 1985  | n/a                         | n/a                         | -                            | -                        | 2e tour (1/16) Brian Levine   | R. Fairbank C. Dowdeswell | -                             | -                         | n/a                          | n/a                          |

Sous le résultat, le partenaire ; à droite, l’ultime équipe adverse.

## Classements WTA

### Classements en simple en fin de saison
| Année | 1983 | 1986 | 1987 | 1988 | 1989 | 1990 |
| Rang  | 36   | 104  | 198  | 284  | 411  | 787  |

Source : (en) « Classements de Yvonne Vermaak », sur le site officiel du WTA Tour